# Domenico Capellina
Domenico Capellina (Vercelli, 5 dicembre 1819 – Torino, 12 novembre 1860) è stato un politico italiano.

## Biografia
Fu Deputato del Regno di Sardegna per tre legislature, eletto nel collegio di Cigliano.